# Steaua lui Teegarden
Steaua lui Teegarden (SO J025300.5+165258, 2MASS J02530084+1652532, LSPM J0253+1652) este o stea pitică cenușie de tipul M din constelația Berbecul, aflată la aproximativ 12 ani lumină de Pământ. În ciuda proximității sale față de Pământ, este foarte fadă (magnitudinea aparentă) de 15, deci poate fi observată doar telescoape foarte mari. S-a descoperit că această stea are o mișcare proprie foarte mare, de aproximativ 5 secunde de arc pe an. Doar șapte stele cu o așa mișcare proprie au fost descoperite până în prezent. 
Steaua lui Teegarden a fost descoperită în 2003 datele urmăririi de asteroizi care au fost colectate câțiva ani mais devreme. Acest set de date este o arhivă digitală creată din imagini optice făcute într-o perioadă de 5 ani de către programul Near Earth Asteroid Tracking (NEAT) folosind două telescoape 1-m localizate pe Maui. Steaua a fost denumită după liderul echipei, Bonnard J. Teegarden, un astrofizician la Centrul Spațial Goddard de la NASA. 

## Descoperire
Astronomii au crezut mult timp că este probabil ca multe stele pitice nedescoperite să se afle la o distanță de aproximativ 20 ani-lumină de Pământ, studiile asupra populației stelare arătând faptul că numărul stelelor pitice este mai mic decât cel așteptat și că acestea au o luminozitate foarte slabă și sunt greu de observat. Echipa lui Teegarden credea că aceste stele cu luminozitate slabă ar putea fi găsite prin examinarea datelor optice adunate de diferite programe astronomice de-a lungul anilor. Astfel, ei au reexaminat asteroidul NEAT studiind setul de date și au descoperit această stea. Steaua a fost identificată pe plăcile fotografice de la Palomar Sky Survey făcute în 1951. Această descoperire este de asemenea semnificativă și prin prisma faptului că echipa nu a avut acces la niciun telescop și nu a recrutat astronomi în timpul studiului. 

Steaua lui Teegarden (sus, centru) este a 24-a cea mai apropiată stea (sistem stelar) de Sistemul Solar.

## Proprietăți
Inițial, steaua lui Teegarden a fost identificată ca fiind o pitică roșie dar măsurătorile făcute după descoperire au arătat că este mai degrabă o pitică maro cu masa mai mică de 0,08 mase solare. Temperatura scăzută, inerentă a acestor obiecte mici, explică de ce aceasta nu a fost descoperită mai devreme, din moment ce steaua are o magnitudine aparentă de doar 15,4 (și o magnitudine absolută de 17,47). Ca toate piticele maro și roșii, aceasta emite majoritatea energiei proprii în spectrul infraroșu. 
Paralaxa a fost inițial măsurată la 0,43 ± 0,13 secunde de arc. Asta ar fi însemnat o distanță de numai 7,5 ani lumină, făcând Steaua lui Teegarden a treia cea mai apropiată stea de Soare, între Steaua lui Barnard și Wolf 359.  Totuși, încă de pe atunci, luminozitatea anormal de mică (magnitudinea absolută ar fi fost de 18,5) și incertitudinea mare a paralaxei. sugerau că steaua ar fi mai depărtată, rămânând una dintre cele mai apropiate, dar nu chiar a treia. O măsurare mult mai precisă, în urma căreia a rezultat o paralaxă de 0,2593 secunde de arc, a fost făcută de George Gatewood în 2009, obținându-se distanța acceptată în prezent de 12,578 ani-lumină. 